# متعددة حدود متناظرة
في الرياضيات، متعددة حدود متناظرة أو متعددة حدود تماثلية (بالإنجليزية: Symmetric polynomial)‏ هي متعددة حدود P(X1, X2, …, Xn) عدد متغيراتها هو n حيث قيمة متعددة الحدود هذه لا تتغير إذا أخذا متغيران اثنان ما من متغيراتها، الواحد منهما مكان الآخر. تدخل متعددات الحدود التماثلية في إطار الدوال التماثلية اللائي يحققن أيضا هذا الشرط.

## أمثلة
متعددتا الحدود التاليتان ذات المتغيرين الاثنين x1 و x2 هما تماثليتين لأن قيمتهما لا تتغيران إذا أخذ x1 مكان x2 و x2 مكان x1 :
{\displaystyle x_{1}^{3}+x_{2}^{3}-7}
{\displaystyle 4x_{1}^{2}x_{2}^{2}+x_{1}^{3}x_{2}+x_{1}x_{2}^{3}+(x_{1}+x_{2})^{4}}

## تطبيقات

### نظرية غالوا
يُلتقى بمتعددات الحدود التماثلية في إطار دراسة متعددات الحدود واحدية المدخل وذات متغير واحد وذات درجة n، عدد جذورها يساوي n في حقل ما.
انظر إلى زمرة تبديلات.

## العلاقة مع متعددات الحدود أحادية المتغير
انظر إلى صيغ فييت